# Bali (Rajasthan)
Bali (बाली) és una vila del Rajasthan (Índia) al districte de Pali. Està situada prop de les muntanyes Aravalli. Té una població (2001) de 18.194 habitants.
Bali fou capital d'un districte del principat de Jodhpur. El 1901 tenia 5.186 habitants. A la ciutat hi ha un fort, a uns 15 km al sud hi ha les ruïnes de l'antiga Hathundi o Hastikundim, que fou la primera seu dels rajputs rathor a Rajputana; una inscripció porta la data 997 i diu que la comarca estava governada per cinc rages rathor al segle x. Posteriorment va pertànyer als chauhans i finalment als ranes d'Udaipur o Mewar fins al segle xviii quan va passar a Jodhpur o Marwar. Junt amb el districte de Desuri (també a Jodhpur) formava la regió anomenada Godwar.